# فروزان عبدی
فروزان عبدی‌پور پیربازاری (زادهٔ ۱۳۳۶ - درگذشتهٔ مرداد ۱۳۶۷) دانشجوی رشتهٔ تربیت بدنی و عضو تیم ملی والیبال زنان ایران بود. وی پس از انقلاب ۱۳۵۷ وارد فعالیت‌های سیاسی شد. از ۳۰ خرداد ۱۳۶۰ به جرم هواداری از مجاهدین خلق در سن ۲۳ سالگی دستگیر و به ۵ سال زندان محکوم شد. فروزان عبدی پس از پایان دورهٔ محکومیت، ۲ سال اضافه نیز در زندان نگه داشته شد. در سال ۱۳۶۷ از او و دیگر زندانیان سیاسی در یک محاکمهٔ چند دقیقه‌ای خواستند سازمان مجاهدین را محکوم نماید که با رد این خواسته، در جریان اعدام زندانیان سیاسی تابستان ۱۳۶۷ به جوخه‌های اعدام سپرده شد.

## فعالیت‌های ورزشی
فروزان عبدی از نوجوانی وارد عرصه‌های ورزشی شد و در دههٔ ۱۳۵۰ خورشیدی به عضویت تیم والیبال پاس درآمد و پس از آن به تیم ملی والیبال بانوان ایران دعوت شد. وی آخرین کاپیتان تیم ملی ایران پیش از انقلاب ۱۳۵۷ بود.

## فعالیت‌های سیاسی
فروزان عبدی پس از انقلاب سال ۱۳۵۷ به هواداری از سازمان مجاهدین خلق ایران به فعالیت پرداخت. او پس از تظاهرات ۳۰ خرداد ۱۳۶۰ و آغاز مقاومت مسلحانه و فاز نظامی، به جرم هواداری از سازمان مجاهدین خلق ایران دستگیر و به زندان اوین منتقل شد. وی در سلول‌های انفرادی زندان گوهردشت در فاصله بین پاییز سال ۱۳۶۲ تا زمستان ۱۳۶۳ به عنوان تنبیه زندانی شده بود.

## اعدام
فروزان عبدی با اینکه حکم زندانش در سال ۱۳۶۵ به پایان رسیده بود، آزاد نشد و بعد از دو سال در جریان اعدام‌های سال ۶۷ در زندان اوین به دار آویخته شد.